# プブリウス・アルフェヌス・ウァルス
プブリウス・アルフェヌス・ウァルス（ラテン語: Publius Alfenus Varus、生没年不明）は紀元前1世紀中期の共和政ローマの政務官・法学者。紀元前39年に補充執政官（コンスル・スフェクトゥス）を務めた。

## 出自
ウァルスは無名のプレプス（平民）であるアルフェヌス氏族の出身で、クレモナで生まれた。古代の資料は、彼の父を靴屋だったとしている。しかし、これは父が労働者であったのではなく、おそらくは奴隷を使った靴工房を経営する、裕福な人物であったと思われる。ウァルスのプラエノーメン（第一名、個人名）は明らかではない。但し、西暦2年の執政官プブリウス・アルフェヌス・ウァルスは息子と考えられており、カピトリヌスのファスティには父も祖父もプブリウスと記録されている。このことから、一般にウァルスのプラエノーメンはプブリウスとされている。

## 経歴
ウァルスの経歴についてはほとんど知られていない。詩人ホラティウスの『風刺詩（Satirae）』の中では、床屋のウァルスと呼ばれている。「あるときウァルスはカミソリを捨てて床屋を廃業した」とも書いているが、単なる風刺的な誇張ではなく事実かもしれない。同時代の詩人カトゥルスは、友人アルフェヌス、ウァルスに言及しているが、これは本記事のウァルスのことかもしれない。
紀元前41年、オクタウィアヌスはガリア・トランスパダナの土地を退役軍人に土地を分配するため、ウァルスを派遣している。このとき、詩人ウェルギリウスはマントウァに農地を持っていたが、これも一時没収の憂き目に会う。しかし、ウァルスのおかげで、最終的には没収をまぬがれた。これに感謝して、『牧歌』の一つにウァルスの詩を書いている（第6歌）。スエトニウスによれば、ウァルス、ガイウス・アシニウス・ポッリオ、ガイウス・コルネリウス・ガッルスの3人がウェルギリウスを破滅から救い、それを称えるために『牧歌』を書いたとしている。

ウァルスよ 

マントウァだけは許してくれ - マントウァだけは 

ああ！ここは不運なクレモナに近過ぎた

啼く白鳥は星まで昇る

ウェルギリウス『牧歌』、IX, 26.

紀元前39年、ウァルスはガイウス・コッケイウス・バルブスと共に補充執政官に就任する。執政官としての業績については何も記録がない。

## 法学者として
若い頃のウァルスは法学者セルウィウス・スルピキウス・ルフスの弟子であった。ルフスには10人の弟子がいたが、そのうちの8人の法律に関する著作が、アウフィディウス・ナムサによって140巻にまとめられて出版された。ウァルスの著作は、2-3世紀のローマの法学者が引用する形で、533年に公布された『学説彙纂』（Digestまたは Pandects）の中に残っている。『学説彙纂』には、ルフスの原本からウァルスの著作が40巻・54本抜粋されている。但し、ウァルスはルフスの著作の編集者としてのみ活動していたのではないかとの推測もある。これら抜粋からは、ウァルスがギリシャ語に精通していたことがうかがえ、純粋で明瞭なスタイルで書いていたことを示している。2世紀の学者アウルス・ゲッリウス の『アッティカ夜話』によれば、ウァルスは古い時代のことに興味を持っていたと述べ、原本の第34巻から、ウァルスがローマ人とカルタゴ人の間の条約の一つに言及している箇所を引用している。

## 参考資料

### 古代の資料
- カピトリヌスのファスティ
- ガイウス・ウァレリウス・カトゥルス『歌集』
- ウェルギリウス『牧歌』
- アウルス・ゲッリウス 『アッティカ夜話』
- ホラティウスの『風刺詩』
- ガイウス・スエトニウス・トランクィッルス『共和政ローマ偉人伝：ウェルギリウス』

### 研究書
- Broughton R. Magistrates of the Roman Republic. - New York, 1952. - Vol. II. - P. 568.
- Klebs E., Jörs P. Alfenus 8 // Paulys Realencyclopädie der classischen Altertumswissenschaft . - 1894. - Bd. I, 2. - Kol. 1472-1474.
- Münzer F. Sulpicius 95 // Paulys Realencyclopädie der classischen Altertumswissenschaft . - 1931. - Bd. II, 7. - Kol. 851-860.